# 完顏宗朝
完顏宗朝（?—?），为金朝宗室，金太祖阿骨打的第七子。母亲圣穆皇后唐括氏。
女真名完顏烏烈（完顏列蒲陽虎），为完顏宗峻、完顏宗杰的同母兄弟。天会十五年（1137年），金熙宗大封宗室，追封完颜宗朝为丰王。

## 資料
- 《金史》卷六十九 列传第七 太祖诸子

1. ↑  《三朝北盟會編》卷一八宣和五年六月十九日引《神麓記》：「太祖九子：正室生第三子聖果，名宗峻乃亶父， 第七子列蒲陽虎，名宗朝。」